# 圣沙马
圣沙马（法語：Saint-Chamas，法語發音：[sɛ̃ ʃama]）是法国罗讷河口省的一个市镇，属于伊斯特尔区。

## 地理
圣沙马（43°33'1"N, 5°2'5"E）面积26.71 平方千米，位于法国普罗旺斯-阿尔卑斯-蓝色海岸大区罗讷河口省，该省份为法国东南部沿海省份，北起沃克吕兹省，西接加尔省，南濒地中海，东临瓦尔省。
与圣沙马接壤的市镇（或旧市镇、城区）包括：贝尔莱唐、科尔尼永-孔富克斯、朗松普罗旺斯、米拉马斯。
圣沙马的时区为UTC+01:00、UTC+02:00（夏令时）。

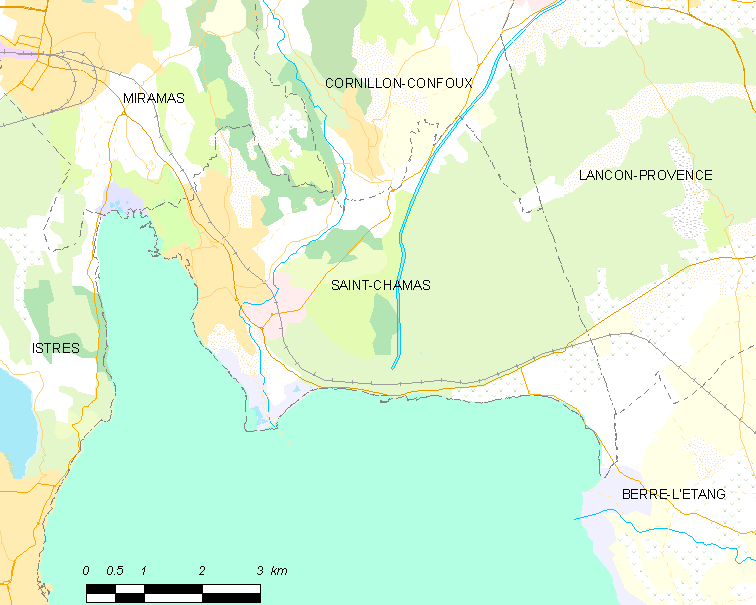
圣沙马的OSM定位图

## 行政
圣沙马的邮政编码为13250，INSEE市镇编码为13092。

## 政治
圣沙马所属的省级选区为贝尔莱唐县。

## 人口

1962-2008年间圣沙马人口变化图示

圣沙马于2022年1月1日时的人口数量为8669人。